# Jason Begg-Smith
Jason Begg-Smith (* 21. November 1980 in Vancouver) ist ein ehemaliger australischer Freestyle-Skier. Er war auf die Disziplinen Moguls und Dual Moguls (Buckelpiste) spezialisiert.

## Werdegang
Begg-Smith nahm von 1997 bis 2001 an den Nor-Am Cup teil und startete erstmals im Januar 2001 in Mont-Tremblant im Freestyle-Skiing-Weltcup, wobei er den 43. Platz im Moguls errang. Nachdem er zusammen mit seinem Bruder Dale Begg-Smith zum australischen Skiverband wechselte, nahm er ab der Saison 2003/04 wieder am Weltcup teil. Dabei erreichte er in der Saison 2003/04 mit dem 45. Platz im Moguls-Weltcup sein bestes Gesamtergebnis. Bei den Weltmeisterschaften im März 2005 in Ruka belegte er den 34. Platz im Moguls und den 17. Rang im Dual Moguls. In der Saison 2005/06 kam er bei den Olympischen Winterspielen 2006 in Turin auf den 29. Platz im Moguls und absolvierte im Februar 2006 in Špindlerův Mlýn seinen 26. und damit letzten Weltcup. Dabei erreichte er mit dem 19. Platz im Moguls seine beste Platzierung im Weltcup.

## Erfolge

### Olympische Spiele
- 2006 Turin: 29. Platz Moguls

### Weltmeisterschaften
- 2005 Ruka: 17. Platz Dual Moguls, 34. Platz Moguls

### Weltcupwertungen
| Saison  | Gesamt | Gesamt | Moguls | Moguls |
| Saison  | Platz  | Punkte | Platz  | Punkte |
| ------- | ------ | ------ | ------ | ------ |
| 2003/04 | 169.   | 2      | 45.    | 23     |
| 2004/05 | -      | -      | 58.    | 5      |
| 2005/06 | 161.   | 2      | 50.    | 26     |